# Ецаноа
Ецаноа або Раядо — велике поселення (навіть деякі дослідники вважають його містом) індіанського племені уїчита на території сучасного штату Канзасу (США), що існувало з XV до XVII століття включно.

## Історія
Точна дата заснування цього поселення невідома. За деякими дослідження це відбулося десь на початку XV ст. Згодом Ецаноа перетворилося на велике поселення, що співставно з містом того часу. З 1450 по 1700 року тут проживало більш ніж 20 тисяч предків сучасних уїчита. Вперше про нього повідомили у 1594 році іспанські колоністи Антоніо Гутіерез де Умана та Фраціско Леба де Бонілла (Antonio Gutiérrez de Humana and Francisco Leyva de Bonilla).
1601 році експедиція Хуана де Он'яте також досягло цих місць. Іспанці завдали поразки місцевим індіанців, яких Он'яте назва раядос, тобто смугасті (за розмальовані обличчя). Іспанці були вражені розміром міста, в якому за їхніми підрахунками знаходиться 2000 будинків в кожному, з яких проживало по 10 осіб. Занепокоївшись розміром міста, вони повернули назад. Відправившись на південь, Он'яте зіткнувся з великим загоном індіанців, що були ворогами уїчита. Вони прийшли напасти на Ецаноа, але напали на іспанців. 60 з 70 іспанців були поранені, але завдяки вогнепальній зброї вдалося здобути перемогу.
Після цього тривалий час європейців не потикалися сюди. Коли в ці місця через близько 1700 року прийшли французькі колонізатори, то вони знайшли лише племена канзу, уїчита, пауні, кайова, шайєннів і апачі, що кочували за чередами.

## Дослідження
Ецаноа залишалося загадкою довгі роки. Історики тривалий час вважали, що повідомлення про постійне поселенні з кількістю жителів у 20 тисяч осіб було перебільшенням. Але останні знахідки антрополога і археолога з Уїчитського університету Дональда Блейкслі вказують на велике поселення, яке знаходилося на уздовж річок Уолнат і Арканзас. Спочатку у 2015 році хлопчак Адам Зіглер знайшов поселення. Потім його дослідив Блейкслі, який знайшов рештки кераміки, залишки залізної вогнепальної зброї іспанців. Було також знайдено водне святилище. Остаточно підтверджено існування Ецаноа у 2017 році.